# Джеймс Форрест
Джеймс Форрест (англ. James Forrest; нар. 7 липня 1991, Прествік) — шотландський футболіст, фланговий півзахисник клубу «Селтік».

## Клубна кар'єра
Народився 7 липня 1991 року в місті Прествік.
Вихованець футбольної школи клубу «Селтік». 30 серпня 2009 року Форрест підписав чотирирічний контракт із «Селтіком». 1 травня 2010 року, дебютував у першій команді за «Селтік» в переможній грі 4–0 проти «Мотервелла» до того ж третій гол матчу в активі Джеймса.
28 січня 2011 року підписав нову п'ятирічну угоду з клубом.
У серпні 2011 року Форрест визнаний найкращим молодим гравцем місяця. У листопаді Джеймс вдруге виграв нагороду «Найкращий молодий гравець місяця».
За підсумками сезону 2012–13 Джеймс вдруге поспіль виграв тиутл чемпіона Шотландії та вдруге став володарем Кубка Шотландії.
У липні 2013 року Форрест забив свій перший на євроарені в кваліфікаційному раунді Ліги чемпіонів в матчі проти північноірландського «Кліфтонвілля». Кінцівку сезону Форрест пропустив через травму.
У наступному сезону гравцю також заважали травми через які він пропустив третину матчів, а на поле виходив здебільшого на заміну.
Незважаючи на те, що він зіграв більше ігор у сезоні 2015–16 років без травм, Форрест забив лише 2 голи та асистував у 33 матчах.
У серпні 2016 року Форрест підписав трирічний контракт із «Селтіком».
10 лютого 2018 року Джеймс став автором першого хет-трику відзначившись в переможному матчі Кубка Шотландії 3–2 проти клубу «Партік Тісл».
У жовтні 2018 року Форрест відзгачився покером в переможному матчі 6–0 проти «Сент-Джонстона». За підсумками жовтня став найкращим гравцем місяця. За підсумками сезону 2018–19 визнаний найкращим гравцем ліги.
30 жовтня 2019 року Джеймс та «Селтік» підписали новий чотирирічний контракт. У матчах тогорічної Ліги Європи на груповому етапі допоміг клубу вперше фінішувати на першому місці, залишивши позаду «Лаціо», «Ренн» та ЧФР.
24 вересня 2020 року Форрест в третьому раунді кваліфікації Ліги Європи отримав травму щиколотки в матчі проти латвійської «Риги» та вибув до березня 2021 року. Джеймс відновився лише у квітні, а за у підсумку «Селтік» завершив сезон 2020–21 без трофеїв.
Наступний сезон став для Джеймса менш ігровим, напочатку він перебував на самоізоляції через контакт з особою хворою на коронавірус, а з жовтня місяця йому дошкуляли травми.
15 жовтня 2022 року Форрест досяг позначки в 100 голів за «Селтік», зробивши хет-трик проти «Гіберніана». У цьому ж сезоні він зробив і соту результативну передачу на Каллума Макгрегора в переможній грі 1–0 проти «Абердіна».
У сезоні 2023–24 Джеймс був здебільшого гравцем запасу і виходив на заміни.
У листопаді 2024 року Форрест підписав новий контракт, згідно з яким він залишається в клубі до травня 2026 року. 15 грудня 2024 року «Селтік» виграв фінал Кубка шотландської ліги 2024 року проти «Рейнджерс», принісши Форресту в актив 25-й трофей.

## Виступи за збірні
2008 року дебютував у складі юнацької збірної Шотландії, взяв участь у 13 іграх на юнацькому рівні, відзначившись 2 забитими голами.
Протягом 2010—2011 років залучався до складу молодіжної збірної Шотландії. На молодіжному рівні зіграв у 4 офіційних матчах.
2011 року дебютував в офіційних матчах у складі національної збірної Шотландії.
| Дата       | Місто      | Господарі   | Результат | Гості              | Турнір                               | Голи | Примітки |
| ---------- | ---------- | ----------- | --------- | ------------------ | ------------------------------------ | ---- | -------- |
| 29-5-2011  | Дублін     | Ірландія    | 1 – 0     | Шотландія          | товариський матч                     | -    | 85'      |
| 10-8-2011  | Глазго     | Шотландія   | 2 – 1     | Данія              | товариський матч                     | -    | 74'      |
| 8-10-2011  | Вадуц      | Ліхтенштейн | 0 – 1     | Шотландія          | Відбір до ЧЄ 2012                    | -    | 73'      |
| 11-10-2011 | Аліканте   | Іспанія     | 3 – 1     | Шотландія          | Відбір до ЧЄ 2012                    | -    | 62'      |
| 29-2-2012  | Копер      | Словенія    | 1 – 1     | Шотландія          | товариський матч                     | -    | 87'      |
| 8-9-2012   | Глазго     | Шотландія   | 0 – 0     | Сербія             | Відбір до ЧС 2014                    | -    | 69'      |
| 11-9-2012  | Глазго     | Шотландія   | 1 – 1     | Північна Македонія | Відбір до ЧС 2014                    | -    |          |
| 14-8-2013  | Лондон     | Англія      | 3 – 2     | Шотландія          | товариський матч                     | -    | 67'      |
| 6-9-2013   | Глазго     | Шотландія   | 0 – 2     | Бельгія            | Відбір до ЧС 2014                    | -    | 86'      |
| 5-6-2015   | Единбург   | Шотландія   | 1 – 0     | Катар              | товариський матч                     | -    | 74'      |
| 4-9-2015   | Тбілісі    | Грузія      | 1 – 0     | Шотландія          | Відбір до ЧЄ 2016                    | -    | 59'      |
| 7-9-2015   | Глазго     | Шотландія   | 2 – 3     | Німеччина          | Відбір до ЧЄ 2016                    | -    | 81'      |
| 8-10-2015  | Глазго     | Шотландія   | 2 – 2     | Польща             | Відбір до ЧЄ 2016                    | -    | 84'      |
| 4-9-2016   | Та-Калі    | Мальта      | 1 – 5     | Шотландія          | Відбір до ЧС 2018                    | -    | 66'      |
| 8-10-2016  | Глазго     | Шотландія   | 1 – 1     | Литва              | Відбір до ЧС 2018                    | -    | 57'      |
| 11-11-2016 | Лондон     | Англія      | 3 – 0     | Шотландія          | Відбір до ЧС 2018                    | -    |          |
| 26-3-2017  | Глазго     | Шотландія   | 1 – 0     | Словенія           | Відбір до ЧС 2018                    | -    |          |
| 1-9-2017   | Вільнюс    | Литва       | 0 – 3     | Шотландія          | Відбір до ЧС 2018                    | -    | 66'      |
| 4-9-2017   | Глазго     | Шотландія   | 2 – 0     | Мальта             | Відбір до ЧС 2018                    | -    |          |
| 5-10-2017  | Глазго     | Шотландія   | 1 – 0     | Словаччина         | Відбір до ЧС 2018                    | -    | 61'      |
| 9-11-2017  | Абердин    | Шотландія   | 0 – 1     | Нідерланди         | товариський матч                     | -    | 71'      |
| 27-3-2018  | Будапешт   | Угорщина    | 0 – 1     | Шотландія          | товариський матч                     | -    | 77'      |
| 11-10-2018 | Хайфа      | Ізраїль     | 2 – 1     | Шотландія          | Ліга націй УЄФА 2018-2019 - 1-й етап | -    | 67'      |
| 14-10-2018 | Лондон     | Шотландія   | 1 – 3     | Португалія         | товариський матч                     | -    |          |
| 17-11-2018 | Шкодер     | Албанія     | 0 – 4     | Шотландія          | Ліга націй УЄФА 2018-2019 - 1-й етап | 2    |          |
| 20-11-2018 | Глазго     | Шотландія   | 3 – 2     | Ізраїль            | Ліга націй УЄФА 2018-2019 - 1-й етап | 3    |          |
| 21-3-2019  | Нур-Султан | Казахстан   | 3 – 0     | Шотландія          | Відбір до ЧЄ 2020                    | -    | 81'      |
| 24-3-2019  | Серравалле | Сан-Марино  | 0 – 2     | Шотландія          | Відбір до ЧЄ 2020                    | -    | 71'      |
| 8-6-2019   | Глазго     | Шотландія   | 2 – 1     | Кіпр               | Відбір до ЧЄ 2020                    | -    |          |
| 11-6-2019  | Брюссель   | Бельгія     | 3 – 0     | Шотландія          | Відбір до ЧЄ 2020                    | -    | 67'      |
| 6-9-2019   | Глазго     | Шотландія   | 1 – 2     | Росія              | Відбір до ЧЄ 2020                    | -    | 62'      |
| 13-10-2019 | Глазго     | Шотландія   | 6 – 0     | Сан-Марино         | Відбір до ЧЄ 2020                    | -    |          |
| 16-11-2019 | Нікосія    | Кіпр        | 1 – 2     | Шотландія          | Відбір до ЧЄ 2020                    | -    | 72'      |
| 19-11-2019 | Глазго     | Шотландія   | 3 – 1     | Казахстан          | Відбір до ЧЄ 2020                    | -    |          |
| 4-9-2020   | Глазго     | Шотландія   | 1 – 1     | Ізраїль            | Ліга націй УЄФА 2020-2021 - 1-й етап | -    | 34'      |
| 2-6-2021   | Фару       | Нідерланди  | 2 – 2     | Шотландія          | товариський матч                     | -    | 61'      |
| 6-6-2021   | Люксембург | Люксембург  | 0 – 1     | Шотландія          | товариський матч                     | -    | 76'      |
| 14-6-2021  | Глазго     | Шотландія   | 0 – 2     | Чехія              | ЧЄ 2020 - 1-й етап                   | -    | 79'      |
| 3-6-2024   | Фару       | Гібралтар   | 0 – 2     | Шотландія          | товариський матч                     | -    | 66'      |
| Усього     |            | Матчів      | 39        |                    | Голів                                | 5    |          |

## Титули і досягнення

### Командні
«Селтік»
- Чемпіон Шотландії (13): 2011–12, 2012–13, 2013–14, 2014–15, 2015–16, 2016–17, 2017–18, 2018–19, 2019–20, 2021–22,[37] 2022–23,[38] 2023–24,[39] 2024–25
- Володар Кубка Шотландії (7): 2010–11, 2012–13, 2016–17, 2017–18, 2018–19,[40] 2022–23,[41][42] 2023–24[43]
- Володар Кубка шотландської ліги (6): 2014–15, 2016–17, 2017–18,[44] 2018–19, 2019–20,[45] 2024–25[46]